# Live My Last
A Live My Last egy amerikai rockegyüttes Columbusból, Ohióból, 2006-ban alapították. Az együttes tagjai Brock Richards és Brandon Friedel gitárosok, illetve Mark Fox dobos. Az együttes három középlemezt és egy stúdióalbumot adott ki, és jelenleg a másodikon dolgoznak.

## Történet

### Alapítás (2006–2008)
A Live My Lastot egy teljesen másik felállással alapították 2006-ban. 2007-ben jelent meg az első kislemezük, „Out of Light” címmel.

### RescuesEP (2009–2010)
2010-ben az együtteshez csatlakozott a jelenleg is tag Brock Richards, majd kiadták az első EP-t (extended play vagy középlemez) Rescues címmel. A középlemez három számot tartalmazott.

### Tagcserék és megújulás (2011)
2011-ben nagyban megváltozott az együttes felállása:  Justin Wilson átvette az előző énekes helyét, mikor találkozott Mark Fox-szal (aki pedig az előző dobos helyét vette át) és Richardsszal. A többi tagot is leváltották. Az év elején az együttes csinált egy feldolgozást Christina Aguilera 'Genie In a Bottle,' számából (a hivatalos stúdióverzió megtalálható online).
Ebben az időszakban Brandon Friedel csatlakozott a Live My Lasthoz, mint második számú gitáros. 2011-ben megjelent a második középlemezük is 45's Are Still In Fashion címmel.

### Convictions(2012)
2012. február 11-én az együttes harmadik EP-je is megjelent Ep címmel. Ezen a középlemezen öt szám volt, többek közt a kettő a második EP-ről.
2012 májusában az együttes elkezdett dolgozni az első stúdióalbumán a Spider Studiosnál, Ben Schigel (Drowning Pool, Breaking Benjamin, Chimaira, Machine Gun Kelly) producerrel. Az együttes létrehozott egy Kickstartert (közösségi finanszírozású projektet), hogy ki tudja fizetni az album készítését, az album el is érte a célt szeptemberre. A debütáló albumuk Convictions címmel, 2012. december 20-án jelent meg (és egy nappal karácsony után iTuneson is elérhető lett).

### Szünet, a második stúdióalbum és Justin Wilson halála (2013-tól napjainkig)
2013 elején az együttes feltöltött videóklipeket YouTube-ra néhány számukhoz a Convictionsről, többek közt a 'Let's Get This Started Again.' kislemezhez is.
A nyár elején Wilson ideiglenesen elhagyta az együttest, és a Ranger Danger énekese, Jon Grubbs vette át a helyét a koncerteken. Mikor Wilson visszatért, Friedl elhagyta az együttest és Carle is visszatért koncertezni, míg Friedl később visszatért.
2016. február 2-án, Friedel kiírta Twitterre, hogy „a második album munkálatai elkezdődtek”, egy képpel, amin gitárral ül a stúdióban. Azóta az együttes folyamatosan posztol frissítéseket az album készítéséről. 2016-ban az együttes bocsánatot kért, hogy inaktív volt, de „már készen állnak, hogy visszatérjenek”.
Az együttes 2018. július 1-én (14:20-kor) jelentette be a hivatalos Facebook oldalán, hogy 33 éves korában (június 30-án) elhunyt az együttes énekese, Justin Wilson.

## Tagok
Jelenlegi
- Brock Richards - gitár, háttérének (2010–napjainkig)
- Brandon Friedel - gitár, háttérének (2012–napjainkig)
- Mark Fox - dob, ütőhangszerek (2011–napjainkig)

Korábbi
- Justin Wilson - ének (2011–2013) (2014–2018; elhunyt: 2018)
- Codee Carle - basszus (2010–2011) (2013)
- Jon Grubbs - ének (2013)

## Diszkográfia
Albumok
- Convictions (2012)

Középlemezek
- Rescues EP (2010)
- 45's Are Still In Fashion (2011)
- Ep - EP (2012)

Kislemezek
- "Out of Light" (2007)
- "Let's Get This Started Again" (2012)

## Fordítás
Ez a szócikk részben vagy egészben  a   Live My Last című angol Wikipédia-szócikk ezen változatának fordításán alapul.  Az eredeti cikk szerkesztőit annak laptörténete sorolja fel. Ez a jelzés csupán a megfogalmazás eredetét és a szerzői jogokat jelzi, nem szolgál a cikkben szereplő információk forrásmegjelöléseként.